# Sensationer 1980
Sensationer 1980 (originaltitel: Just Imagine) er en amerikansk science fictionmusical fra 1930, instrueret af David Butler. I hovedrollerne spiller El Brendel, Maureen O'Sullivan og John Garrick.
Filmen er kendt for sin scenografi og special effects i sin skildring af New York City i et forestillet 1980.

## Produktion

### Scenografi/Cinematografi
Den massive, karakteristiske Art Deco-bybillede, som  Sensationer 1980 er bedst husket for, blev bygget i en tidligere hærballon-hangar af et team af 205 teknikere i en periode på fem måneder.
Den gigantiske minature kostede $168.000 at bygge og indeholdt 15.000 miniaturelyspærer (derudover blev der brugt 74 lysbuer, til at oplyse byen fra oven). Andre produktionskreditter inkluderer kostumer af Alice O'Neil og Dolly Tree med grafik af Post Amazers. 

### Special effects
Over 50 billeder med special effects, der kombinerede tidligere fotograferede baggrunde med live forgrundsaktion, blev udført ved hjælp af Dunning Processen.

## Modtagelse
Mordaunt Hall kaldte Sensationer 1980, "klog", "meget fantasifuld" og "spændende" og roste kostumer og scenografi.
Wonder Stories "anbefalede" hjerteligt filmen, idet den "viser os mange af de vidundere, som vores science fiction-forfattere har skrevet om."
Selvom filmen var et box-office-flop, var den dog i sidste ende i stand til at tilbagebetale nogle af sine produktionsomkostninger i studiet, ved at sælge klip fra de futuristiske sæt til andre film fra perioden. Klip af bybilledet fra denne film, blev senere brugt i Universal-serien Flash Gordon og Buck Rogers.
På det tidspunkt Sensationer 1980 blev udgivet, var film-musicals i høj grad faldet i popularitet Som et resultat heraf ville ingen større amerikansk filmstudio støtte endnu en big budget science fiction-film indtil 1951. Der var kun én anden amerikansk science fiction musical, It's Great To Be Alive (1933), der også fik skuffende salg. Filmserier var dog en undtagelse fra denne generelle tendens.
Den første Flash Gordon-serie fra 1936 havde et usædvanligt stort budget for datidens serier, og Gene Autrys The Phantom Empire fra 1935 kan løst betragtes som en science fiction-musicalserie.

### Priser
Sensationer 1980 blev nomineret til en Oscar for bedste scenografi af Stephan Goosson og Ralph Hammeras. Filmen er kendt for at være den første science fiction film de blev nomineret til en Oscar.

## Eksterne Henvisninger
- Sensationer 1980 på Internet Movie Database (engelsk)
- Sensationer 1980 i Svensk Filmdatabas (svensk)
- Sensationer 1980 på MovieMeter (nederlandsk)
- Sensationer 1980 på AllMovie (engelsk)
- Sensationer 1980's profil hos Encyclopædia Britannica Online (engelsk)
- Sensationer 1980 på Turner Classic Movies (engelsk)
- Sensationer 1980 på The Movie Database (engelsk)
- Sensationer 1980 på Rotten Tomatoes (engelsk)
- Sensationer 1980 på Filmaffinity (engelsk)
- Sensationer 1980 hos TV Guide (engelsk)